# Patio dei mirti
Il Patio dei mirti (Patio de los Arrayanes) fa parte del complesso del palazzo e della fortezza dell'Alhambra. Si trova a est del Cuarto Dorado e ad ovest del Patio dei Leoni e dei Bagni de Comares. Il suo nome attuale è dovuto ai cespugli di mirto che circondano il laghetto centrale e il cui colore verde brillante contrasta con il marmo bianco del patio. Era anche chiamato Patio dello Stagno o Bacino (Patio del Estanque o de la Alberca) per via del laghetto centrale, lungo 34 metri e largo 7,10. Il patio è diviso in due parti dal laghetto, che riceve l'acqua da due fontane. Lo spazio è circondato da camere e portici. Questi portici poggiano su colonne con capitelli cubici, che hanno sette archi semicircolari decorati con rombi traforati e iscrizioni lodanti Allah. L'arco centrale è più grande degli altri sei e presenta solide capesante decorate con forme vegetali stilizzate e capitelli di Mocárabes.
Le stanze più importanti che circondano il patio sono quelle del lato nord, che fanno parte del Palazzo de Comares, residenza ufficiale del Re.

## Palazzo de Comares
Il nome del palazzo, de Comares, ha portato a varie ricerche etimologiche. Ad esempio, Diego de Guadix ha scritto un dizionario di parole arabe in cui si dice che Comares provenga originariamente da cun e ari. Il primo termine significa alzarsi e il secondo guardare, in altre parole avrebbe il significato alzarsi e guardarsi intorno o eventualmente aprire gli occhi e vedere, che è un modo per riferirsi alla bellezza del luogo.
Nel XVI secolo, uno storico di Granada, Luis de Mármol Carvajal, sosteneva che il termine Comares derivasse dalla parola Comaraxía, che in realtà ha un significato legato a un lavoro artigianale molto apprezzato dai musulmani: una tecnica di fabbricazione del vetro per esterni e soffitti.
Una terza teoria suggerita è che il nome derivi dalla parola araba qumariyya o qamariyya. Questi designano le vetrate che possono essere intraviste anche dal balcone della Sala degli Ambasciatori.
C'è un'altra possibilità che dice che Qumarish è il nome di una regione del Nordafrica dalla quale proveniva la maggior parte degli artigiani, in altre parole, il luogo potrebbe essere chiamato Comares in onore delle persone che vi lavoravano.